# Erik Faulhaber
Erik Faulhaber (* 1966 in Heidelberg) ist ein deutscher Gestalter und Typograf.

## Lebenslauf
Bereits in seiner Jugend entwickelte Faulhaber eine besondere Beziehung zur Schrift. Später entwarf und schneiderte er Kleidung und Taschen. Es folgten Tätigkeiten als Fotograf (Ausstellungen in Karlsruhe, Frankfurt a. M. und Paris), Maler und Logografiegestalter. Während seines Grafik-Design-Studiums an der HfG in Karlsruhe bei Gunter Rambow und Kurt Weidemann, das er mit Auszeichnung abschloss, war er freier Mitarbeiter bei Linotype (Mentor: Adrian Frutiger). Seit 1996 arbeitet er als selbständiger Gestalter. Ihm wurden Lehraufträge in den Bereichen Schrift und Gestaltung an Hochschulen in Halle, Weimar und Wuppertal übertragen.

## Schriftentwürfe
- Quantis (84 Schnitte), erschienen 2016 bei EFFont.
- Xenois (60 Schnitte), erschienen 2013 bei Linotype.
- Aeonis (42 Schnitte), erschienen 2009 bei Linotype.
- Generis (28 Schnitte), erschienen 2006 bei Linotype.

Mitarbeit an Schriftprojekten:
- Compatil (16 Schnitte), erschienen 2001/2005 bei Linotype.
- Vialog (22 Schnitte) als Hausschrift für die Münchner Verkehrsbetriebe, erschienen 2002 bei Linotype.
- Milano (1 Schnitt) für das Erscheinungsbild der Stadt Mailand.
- Frutiger Next (18 Schnitte), erschienen 2001 bei Linotype.